# Jean-Sylvain-Louis Roubertie
Jean-Sylvain-Louis Roubertie, francoski general, * 1887, † 1976.